# Coreanos no Japão
Coreanos no Japão (em japonês: 在日韓国人; romaniz.: Zainichi Kankoku-jin; em japonês: 在日本朝鮮人; romaniz.: Zainihon Chōsenjin; em japonês: 朝鮮人; romaniz.: Chōsen-jin; em coreano: 재일 조선인 (Coreia do Norte); romaniz.: Romanização revisada: jaeil joseonin; McCune-Reischauer: chaeil chosŏnin em coreano: 재일 한국인 (Coreia do Sul); romaniz.: Romanização revisada: jaeil hangugin; McCune-Reischauer: chaeil han'gugin) compreendem etnicamente coreanos que têm status de residência permanente no Japão; que se tornaram cidadãos japoneses, cuja imigração para o Japão se originou antes de 1945; ou ainda os descendentes desses imigrantes. Eles são um grupo distinto de cidadãos sul-coreanos que emigraram para o Japão após o fim da Segunda Guerra Mundial e a divisão da Coreia.
Eles atualmente constituem o segundo maior grupo étnico minoritário no Japão, depois dos imigrantes chineses, devido a muitos coreanos terem sido assimilados pela população japonesa em geral. A maioria dos coreanos no Japão são denominados coreanos zainichi (em coreano: 在日韓国人; romaniz.: zainichi kankokujin), conhecidos como zainichi, que são os residentes permanentes coreanos do Japão. O termo zainichi coreano se refere apenas aos residentes coreanos de longa duração do Japão que traçam suas raízes para a Coreia sob o domínio japonês, distinguindo-os da última onda de imigrantes coreanos que vieram principalmente na década de 1980 e de imigrantes pré-modernos que remontam à antiguidade. quem pode ser o antepassado do povo japonês.
A palavra japonesa "Zainichi" significa um cidadão estrangeiro "que fica no Japão" e implica residência temporária. No entanto, o termo "Zainichi japonês" é usado para descrever residentes fixos no Japão, tanto aqueles que mantiveram suas nacionalidades Joseon ou Coreia do Sul/Coreia do Norte, e às vezes até inclui cidadãos japoneses descendentes de coreanos que adquiriram nacionalidade japonesa por naturalização ou ainda por nascimento de um ou ambos pais com cidadania japonesa.

## Estatísticas

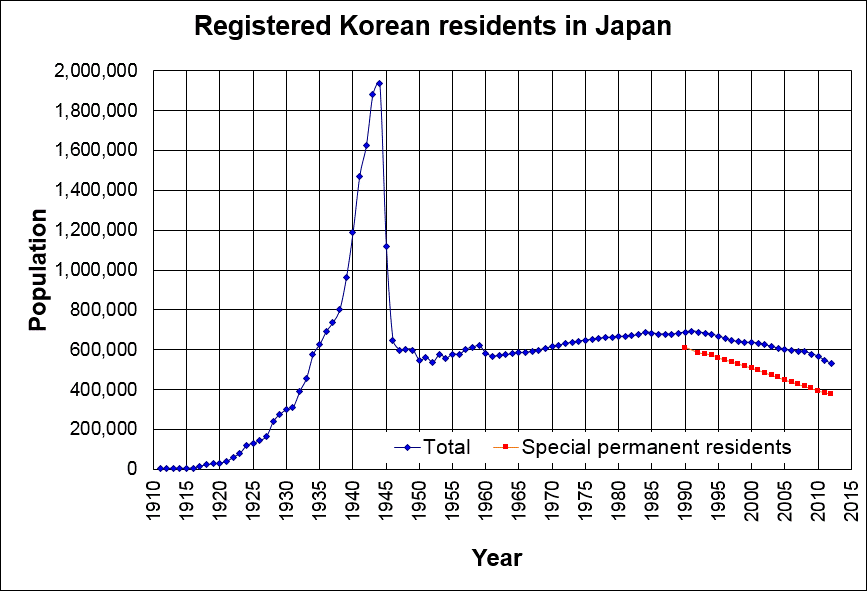
Restrições de passagem da península coreana (abril 1919-1922), the Grande sismo de Kantō em 1923, restrições de passagem de Busan (outubro de 1925), abertura do serviço de viagem independente pelos coreanos entre Jeju e Osaka (abril de 1930), Park Choon-Geum foi eleito para a Câmara de Representantes do Japão (fevereiro de 1932), remoção de restrições de recrutamento civil da península coreana (setembro de 1939), recrutamento público da península coreana (março de 1942), recrutamento de trabalho da Península Coreana (setembro de 1944), o fim da Segunda Guerra Mundial e o início do repatriamento (1945), a insurreição de Jeju (abril de 1948), a Guerra da Coreia (junho de 1950), o Movimento Popular para a Coreia do Norte (dezembro de 1959-1983), o Tratado sobre Relações Básicas entre o Japão e a República da Coreia (1965), (1977-1983), Ratificação japonesa da Convenção Relativa ao Estatuto dos Refugiados (1982), os Jogos Olímpicos de Verão de 1988 em Seul, Coreia do Sul, a crise financeira asiática de 1997

Em 2014, havia mais de 855.725 coreanos étnicos residentes no Japão. De acordo com o Ministério de Assuntos Internos e Comunicações, 453.096 sul-coreanos e 32.461 coreanos (os "coreanos" não têm necessariamente a nacionalidade norte-coreana) estão registrados em 2016.

## História

### Origens
Os atuais Zainichi coreanos podem encontrar sua diáspora no início do século XX durante o período da ocupação japonesa da Coreia. Em 1910, e como resultado do Tratado de Anexação da Coreia de 1910, os coreanos automaticamente se tornaram sujeitos do Império do Japão. Enquanto os japoneses continuam afirmando que a colonização japonesa foi o início da extinta economia feudal da Coreia e que a maioria da imigração se deve à imigração voluntária em busca de melhores oportunidades econômicas, os coreanos afirmam que foi em grande parte a política japonesa de confisco de terras e produção. sofrido pelos fazendeiros coreanos durante a década de 1910 causou a onda de emigrantes forçados durante a década de 1920.
Durante a Segunda Guerra Mundial, um grande número de coreanos também foram recrutados pelo Japão, muitos deles forçados a trabalhar em condições de escravidão, especialmente na mineração em condições subumanas. Outra onda de migração começou depois que a Coreia do Sul foi devastada pela Guerra da Coreia na década de 1950. É também digno de nota o grande número de refugiados da Insurreição de Jeju.
As estatísticas de imigração de Zainichi são escassas. No entanto, em 1988, Mindan, um grupo de jovens chamado Associação Coreana da Juventude no Japão (em coreano: 재일본대한민국청년회; romaniz.: jae-il-bon-dae-han-min-gug-cheong-nyeon-hoe; em japonês: 在日本大韓民国青年会; romaniz.: zainihon daikan minkoku seinenkai), publicou um relatório intitulado "Pai, conte-nos sobre esse dia, o relatório para recuperar a nossa história" (em coreano: アボジ聞かせて あの日のことを—我々の歴史を取り戻す運動報告書; romaniz.: Aboji kika sete ano ni~tsu no koto o — wareware no rekishi o torimodosu undō hōkoku-sho); O relatório inclui uma pesquisa sobre as razões para a imigração da primeira geração de coreanos. O resultado foi 39,6% da causa de saque e fome, 13,3% por recrutamento forçado, 17,3% por motivos matrimoniais e familiares, 9,5% por estudos, 20,2% por outras razões e 0,2% por motivos desconhecidos. O estudo excluiu a ação de que eles tinham menos de 12 anos quando chegaram ao Japão.